# Kompradorborgerskab
Komprador (egentlig comprador) er oprindeligt en portugisisk betegnelse fra den tidlige handelskolonialisme i Asien. Betegnelsen angav en person, der havde til opgave at knytte forbindelse mellem udenlandske handelshuse og et lokalt eksport- og importmarked. I Kina blev denne funktion især vigtig fra slutningen af 1700-tallet, hvor de imperialistiske fremstød fortrængte mellemmændene for at sikre sig fortjenesten og kontrollen uden formel kolonisering.

## Oprindelig anvendelse
Men udgangspunkt i, at Kina i 1920'erne var et økonomiske tilbagestående og mere eller mindre kolonianiseret land, blev udtrykket komprador-borgerskab i Mao Tse-tungs klasseanalyse placeret som «det rene vedhæng til det internationale borgerskab». I Kina fremstod komprador-borgerskabet derfor som en af revolutionens hovedfjender på lige fod med imperialisme, feudale godsejere og krigsherrer. Inden for det nationale borgerskab (som ifølge maoisterne repræsenterede fremvoksende kapitalistiske produktionsforhold i Kina) fandtes der grupper, som «krympede sig under slagene» fra den udenlandske kapital og dens medspillere. Dette var det muligt at udnytte.
Også under krigen mod Japan – eller «den anden enhedsfront» (1937-1945) – var det vigtigt for Kinas Kommunistiske Parti at skelne mellem kompradorborgerskabet og det nationale borgerskab. På dette tidspunkt blev det samtidig anset som muligt at udnytte modsætningerne mellem de kompradorer – der var knyttet til Japan og som derfor var synlige eller skjulte landsforrædere – og de kompradorer som var bundet til andre imperialistiske magter.

## Senere anvendelse
I nyere tid bruges begreberne komprador og kompradorborgerskab – takket være Nicos Poulantzas – i en bredere betydning. I «den tredje verden» er det en almindelig betegnelse på de kræfter, som har et nært men underordnet samarbejde med udenlandske koncerner og international finanskapital. Det betyder, at de står i en slags mellemstilling. Men i hovedsagen er de helt afhængig af udenlandsk kapital, teknologi, salgskanaler og – i sidste ende – af politisk og militær støtte. Set fra et revolutionært standpunkt er det et vigtigt forhold, som må analyseres konkret i hvert enkelt land, hvilke modsætninger, der kan skabes over for de spirer, der måtte findes til et nationalt borgerskab, til det lokale statsapparat og til den internationale kapital.